# Nagawicka
Nagawicka est une chanson enfantine de Jacques Galou (d) (aussi nommé Jacky Galou) particulièrement chantée dans les écoles primaires françaises et les colonies de vacances .
Jacky Galou est l'un des pionniers de la musique pour enfants en France. En 1974, il compose, enregistre et publie l'une des chansons les plus chantées par plusieurs générations d'enfants dans les écoles : Nagawicka.

## Éditions
Elle est d'abord sortie en vinyle sur un disque 4 titres avant de sortir tardivement aux formats CD/MP3 sur l'album éponyme en 2006.
Réédition 2022 en CD remastérisé avec livret illustré comprenant toutes les paroles.

## Paroles
La chanson raconte l'histoire d'un petit Indien nommé Nagawicka qui rêve de chasser le grand bison avec son arc.

## Origine du titre
Un lac du comté de Waukesha aux États-Unis se nomme « Lac Nagawicka » (voir Liste de lacs du Wisconsin (en)). L'origine étymologique du lieu est à chercher en langue Ojibwé dans laquelle « Negawicka » signifie « Il y a du sable ».